# Рой Брукс (актор)
Рой Брукс (англ. Roy Brooks; 1 січня 1901—30 січня 1976) — американський актор кіно.
Народився 1 січня 1901 року в Такомі, штат Вашингтон, США. Знявся у декількох німих фільмах.
Помер 30 січня 1976 року в Санта-Моніці, Каліфорнія, США.

## Вибрана фільмографія
- 1920 — Запаморочення / High and Dizzy
- 1920 — Номер, будь ласка / Number, Please?
- 1921 — Ніколи не слабшати